# Nebojša Krupniković
Nebojša Krupniković, né le 15 août 1973 à Arilje (Serbie), est un footballeur serbe, évoluant au poste de milieu de terrain.

## Biographie
Ce milieu offensif porte le numéro 10 au SC Paderborn. Auparavant, il a porté 69 fois le maillot d'Hannover 96 et il a marqué 14 fois dont 32 matchs en Bundesliga où il a débuté le 11 août 2002 pour cinq buts. Meneur de jeu du Hannover 96, ce gaucher a alors fait preuve de créativité lors de ses passes et était considéré comme un « dieu du coup franc ».

## Carrière
- 1992 : Étoile rouge de Belgrade  RF Yougoslavie
- 1993 : FK Radnički Belgrade  RF Yougoslavie
- 1993-1994 : Panionios  Grèce
- 1994-1996 : Étoile rouge de Belgrade  RF Yougoslavie
- 1996-1997 : Standard de Liège  Belgique
- 1997-1998 : Gamba Ōsaka  Japon
- 1998-1999 : SC Bastia  France
- 1999 : OFK Belgrade  RF Yougoslavie
- 1999-2001 : Chemnitzer FC  Allemagne
- 2001-2005 : Hanovre 96  Allemagne
- 2005-2006 : Arminia Bielefeld  Allemagne
- 2006-2007 : JEF United Ichihara  Japon
- 2007-2008 : Paderborn 07  Allemagne

## Palmarès

### Avec l'Étoile Rouge de Belgrade
- Vainqueur du Championnat de Serbie de football en 1995.
- Vainqueur de la Coupe de Serbie de football en 1995 et 1996.

### Avec Hanovre 96
- Vainqueur du Championnat d'Allemagne de football D2 en 2002.